# Schütt
Schütt is een historisch merk van motorfietsen. De bedrijfsnaam was Paul Schütt, Motorenbau, gevestigd in Flensburg, 1933-1934. Het was een Duits merk dat frames van duraluminium met dwarsgeplaatste 196 cc tweetakt V-twins bouwde.